# Rothschildia maurus
Rothschildia maurus là một loài bướm đêm thuộc họ Saturniidae. Nó được tìm thấy ở Nam Mỹ, bao gồm Paraguay, Argentina và Bolivia.

## Hình ảnh

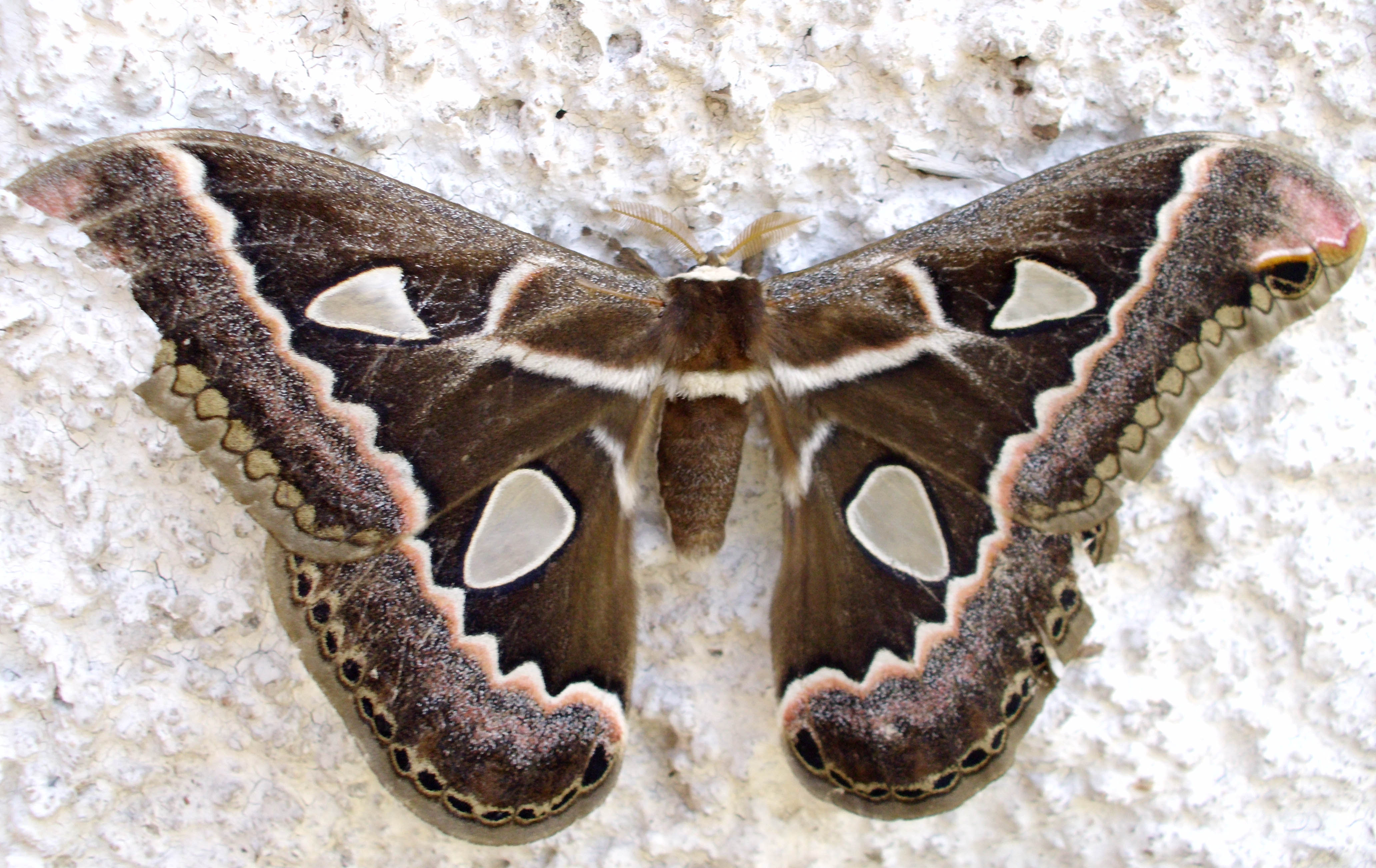